# Devoirs de mémoires
Pour l’article ayant un titre homophone, voir Devoir de mémoire.
Le collectif « Devoirs de mémoires » est un regroupement d'associations loi de 1901 antiracistes dont les domaines d'action sont, initialement, la préservation de l'histoire durant les périodes d'esclavage et de la colonisation française, autour de la question noire. Ses thèmes se sont élargis à la lutte contre le racisme et contre la discrimination raciale, quelle que soit l'ethnie. Ils ont ensuite été complétés par un appel aux jeunes des banlieues à s'inscrire sur les listes électorales, sous le nom Devoir de réagir.
Le collectif s'inscrit dans une dynamique de connaissance et de reconnaissance mutuelle de l'Histoire commune d'une population noire, arabe, asiatique ou autre en France, dans une démarche citoyenne, pédagogique, de transmission de savoirs mais aussi de communication pour agir sur les représentations et sur les mentalités. Une aspiration de se saisir de tous les outils nécessaires à la diffusion d'un savoir émancipateur, qui participe à la construction des identités individuelles et collectives.
Autrement exprimé : « Son objectif est de « restaurer le passé [...] sans verser dans les visions manichéennes qui désignent les bons et les méchants », et de rappeler « à [la] société, à l'État, aux politiques, [leurs] mémoires plurielles et [leurs] devoirs de mémoires […] » ».

## Thèmes
Les thèmes des conférences sont : le massacre de Sétif, les traces de la colonisation dans la société française, les pratiques policières depuis cinquante ans, la réhabilitation des « exclus de l'histoire » comme la communauté kabyle qui a participé à la construction du métro de Paris, etc.
L'association est connue pour avoir appelé les jeunes des banlieues à s'inscrire sur les listes électorales en 2005, le 20 décembre à Clichy-sous-Bois, ville symbole et d'origine des émeutes de novembre 2005,
Elle a fait l'objet de plusieurs publications dans les médias dont le journal Le Monde.

## Organisation
L'association compte des personnalités parmi ses parrains :
- Alain Chabat
- Fanta Traoré
- Jamel Debbouze
- Jean-Claude Tchicaya, élu de Bagneux (Mouvement des droits civiques),
- Jean-Pierre Bacri
- JoeyStarr
- Lady Laistee
- Leïla Dixmier, présidente de l'association
- Lilian Thuram
- Lionel Plesel
- Mathieu Kassovitz
- Micah Trajan Lopes, Vice-président de l'association
- Myriam Boudjeroudi
- Olivier Besancenot, porte-parole du NPA
- Sandra Merkiled
- Boris Mendza